# ديفيد كوستا
ديفيد كوستا هو لاعب كرة قدم برتغالي، ولد في 5 يناير 2001.